# Schistidium poeltii
Schistidium poeltii là một loài Rêu trong họ Grimmiaceae. Loài này được H.H. Blom mô tả khoa học đầu tiên năm 1996. Loài này có nguồn gốc ở các khu vực phía bắc châu Âu (Phần Lan, Thụy Điển, Na Uy), vùng đảo Greenland và phần bờ biển phía Đông Bắc của Canada.